# Eupterote petosiris
Eupterote petosiris är en fjärilsart som beskrevs av Pieter Cramer 1782. Eupterote petosiris ingår i släktet Eupterote och familjen Eupterotidae. Inga underarter finns listade i Catalogue of Life.